# Mistrovství světa juniorů v ledním hokeji 1983
Mistrovství světa juniorů v ledním hokeji 1983 se konalo v sovětském městě Leningrad. Turnaj vyhrála SSSR. Zúčastnilo se 8 týmů.

## Pořadí
| Poř. | Tým     | Skóre | V | R | P | Body |
| ---- | ------- | ----- | - | - | - | ---- |
| 1.   | SSSR    | 50:13 | 7 | 0 | 0 | 14   |
| 2.   | ČSSR    | 43:22 | 5 | 1 | 1 | 11   |
| 3.   | Kanada  | 39:24 | 4 | 1 | 2 | 9    |
| 4.   | Švédsko | 35:23 | 4 | 0 | 3 | 8    |
| 5.   | USA     | 28:29 | 3 | 0 | 4 | 6    |
| 6.   | Finsko  | 35:29 | 3 | 0 | 4 | 6    |
| 7.   | NSR     | 12:46 | 1 | 0 | 6 | 2    |
| 8.   | Norsko  | 13:69 | 0 | 0 | 7 | 0    |

## Výsledky
26.12.1982

Kanada - SRN 4:0 (0:0, 3:0, 1:0)

Švédsko - Finsko 4:6 (0:0, 2:2, 2:4)

SSSR - Norsko 10:1 (4:0, 3:1, 3:0)

ČSSR - USA 6:4 (3:0, 3:1, 0:3)

27.12.1982

Kanada - USA 4:2 (2:2, 1:0, 1:0)

Finsko - Norsko 10:2 (3:0, 3:0, 4:2)

SSSR - ČSSR 4:3 (1:0, 2:2, 1:1)

SRN - Švédsko 2:4 (0:0, 1:2, 1:2)

29.12.1982

Kanada - Finsko 6:3 (3:1, 1:1, 2:1)

USA - Švédsko 1:4 (0:0, 0:1, 1:3)

SSSR - SRN 12:0 (7:0, 2:0, 3:0)

ČSSR - Norsko 9:2 (3:2, 2:0, 4:0)

30.12.1982

Kanada - SSSR 3:7 (0:3, 1:3, 2:1)

Švédsko - ČSSR 2:4 (0:1, 1:2, 1:1)

SRN - Norsko 4:2 (1:0, 1:0, 2:2)

Finsko - USA 2:4 (1:1, 0:1, 1:2)

1.1.1983

Švédsko - Norsko 15:3 (1:1, 6:2, 8:0)

SSSR - USA 5:3 (1:0, 2:1, 2:2)

ČSSR - Kanada 7:7 (1:1, 6:5, 0:1)

Finsko - SRN 9:1 (1:0, 5:1, 3:0)

2.1.1983

USA - Norsko 8:3 (3:2, 3:0, 2:1)

ČSSR - SRN 9:0 (2:0, 6:0, 1:0)

Švédsko - Kanada 5:2 (3:0, 1:1, 1:1)

SSSR - Finsko 7:2 (0:1, 3:1, 4:0)

4.1.1983

Kanada - Norsko 13:0 (5:0, 6:0, 2:0)

ČSSR - Finsko 5:3 (2:1, 2:0, 1:2)

SSSR - Švédsko 5:1 (1:1, 2:0, 2:0)

USA - SRN 6:5 (1:3, 1:2, 4:0)

## Nejlepší hráči
| Brankář       | Obránce     | Útočník         |
| ------------- | ----------- | --------------- |
| Dominik Hašek | Ilja Bjakin | Tomas Sandström |

### All-Star Tým
- Brankář:  Matti Rautianen
- Obránci:  Simo Saarinen,  Ilja Bjakin
- Útočníci:  Tomas Sandström,  Vladimír Růžička,  Herman Volgin

### Produktivita
| Hráč             | G  | A | Body |
| ---------------- | -- | - | ---- |
| Vladimír Růžička | 12 | 8 | 20   |
| Herman Volgin    | 11 | 3 | 14   |
| Tomas Sandström  | 9  | 3 | 12   |
| Oleg Starkov     | 6  | 6 | 12   |
| Dave Andreychuk  | 6  | 5 | 11   |

## Soupisky
SSSR

Brankáři: Sergej Gološumov, Andrej Karpin

Obránci: Ilja Bjakin, Valerij Šyrjajev, Sergej Gorbunov, Vladimir Tjurikov, Andrej Matycin, Svatoslav Kalisov, Andrej Martemjanov

Útočníci: Igor Boldin, Sergej Prjachin, German Volgin, Sergej Charin, Sergej Němčinov, Sergej Agejkin, Leonid Truchno, Jevgenij Stepa, Oleg Starkov, Arkadij Obuchov, Alexandr Černych.
 ČSSR

Brankáři: Dominik Hašek, Václav Fürbacher.

Obránci: Kamil Prachař, Jaromír Látal, Miloš Hrubeš, Jiří Jonák, Antonín Stavjaňa, František Musil.

Útočníci: Vladimír Růžička, Ernest Hornák, Petr Rosol, Petr Klíma, Libor Dolana, Ludvík Kopecký, Vladimír Kameš, Jiří Jiroutek, Lumír Kotala, Milan Černý, Miroslav Bláha, Roman Božek.
 Kanada

Brankáři: Mike Sands, Mike Vernon

Obránci: Paul Boutilier, Joe Cirella, Gary Leeman, James Patrick, Brad Shaw, Larry Trader

Útočníci: Dave Andreychuk, Paul Cyr, Dale Derkatch, Mike Eagles, Pat Flatley, Mario Lemieux, Mark Morrison, Gordon Sherven, Tony Tanti, Sylvain Turgeon, Pat Verbeek, Steve Yzerman
 Švédsko

Brankáři: Anders Bergman, Jacob Gustavsson, Jan Teiner

Obránci: Peter Andersson, Tommy Albelin, Roger Eliasson, Jens Johansson, Jan Karlsson, Mats Kihlström, Ulf Samuelsson

Útočníci: Kjell Dahlin, Per-Erik Eklund, Per Hedenström, Michael Hjälm, Erik Holmberg, Tommy Lehman, Jon Lundström, Magnus Roupé, Tomas Sandström, Anders Wikberg
 USA

Brankáři: Tom Barraso, John Vanbiesbrouck

Obránci: Ron Duda, Dan McFall, Andrew Otto, Mark Maroste, Peter Sawkins, Rick Zombo

Útočníci: Chris Cichocki, Rick Erdall, Tony Granato, Scott Harlow, Jim Johannson, Tony Kellin, Brian Lawton, Mark Maroste, Kelly Miller, Chris Seychel, Tim Thomas, Ernie Vargas.
 Finsko

Brankáři: Juha Jääskeläinen, Matti Rautiainen

Obránci: Timo Jutila, Hannu Henriksson, Pekka Laksola, Simo Saarinen, Ville Siren, Jouni Vuorinen

Útočníci: Raimo Helminen, Hannu Järvenpää, Iiro Järvi, Jouni Kalliokoski, Risto Kurkinen, Mika Lartama, Kari Kanervo, Christian Ruuttu, Markku Tiinus, Esa Tikkanen, Keijo Tutti, Jali Wahlsten.
 SRN
Brankáři: Rainer Gück, Joseph Heiss

Obránci: Engelbert Grzesiczek, Walter Kirchmaier, Uwe Krupp, Andrea Niederberger, Robert Sterflinger, Peter Weigl

Útočníci: Markus Berwanger, Harald Birk, Hans-Georg Eder, Georg Franz, Franz-Xaver Ibelherr, Axel Kammerer, Walter Kirchmaier, Georg Kislinger, Bernd Truntschka, Bernd Wagner, Joe Wasserek, Alfred Weiss.
 Norsko
Brankáři: Tommy Hansen, Jarl Eriksen

Obránci: Christian Arnesen, Rune Gulliksen, Truls Kristiansen, Jon Neumann, Erik Nerell, Kim Søgaard, Lars Cato Svendsen

Útočníci: Lars Bergseng, Rune Eriksen, Jon Fjeld, Järle Friis, Ingar Gundersen, Geir Hoff, William Steinsland, Ole-Petter Studsrud, Pål Thoresen, Karl Erik Ulseth, Paul-Ole Widerøe.

## Skupina B
Šampionát B skupiny se odehrál ve Francii, postup na MSJ 1984 si vybojovali Švýcaři, naopak sestoupili Italové.

### Skupina A
|    |           | SUI  | POL  | FRA  | DEN  | V | R | P | Skóre | B |
| 1. | Švýcarsko | ***  | 6:2  | 6:5  | 10:1 | 3 | 0 | 0 | 22:8  | 6 |
| 2. | Polsko    | 2:6  | ***  | 6:3  | 10:2 | 2 | 0 | 1 | 18:11 | 4 |
| 3. | Francie   | 5:6  | 3:6  | ***  | 11:3 | 1 | 0 | 2 | 19:15 | 2 |
| 4. | Dánsko    | 1:10 | 2:10 | 3:11 | ***  | 0 | 0 | 3 | 6:31  | 0 |

### Skupina B
|    |            | JPN  | AUT | NED  | ITA  | V | R | P | Skóre | B |
| 1. | Japonsko   | ***  | 6:3 | 4:5  | 12:2 | 2 | 0 | 1 | 22:10 | 4 |
| 2. | Rakousko   | 3:6  | *** | 8:4  | 7:3  | 2 | 0 | 1 | 18:13 | 4 |
| 3. | Nizozemsko | 5:4  | 4:8 | ***  | 11:6 | 2 | 0 | 1 | 20:18 | 4 |
| 4. | Itálie     | 2:12 | 3:7 | 6:11 | ***  | 0 | 0 | 3 | 11:30 | 0 |

### Finále
|    |           | SUI  | JPN  | POL  | AUT  | V | R | P | Skóre | B |
| 1. | Švýcarsko | ***  | 1:4  | 6:2* | 6:2  | 2 | 0 | 1 | 13:8  | 4 |
| 2. | Japonsko  | 4:1  | ***  | 3:5  | 6:3* | 2 | 0 | 1 | 13:9  | 4 |
| 3. | Polsko    | 2:6* | 5:3  | ***  | 6:3  | 2 | 0 | 1 | 13:12 | 4 |
| 4. | Rakousko  | 2:6  | 3:6* | 3:6  | ***  | 0 | 0 | 3 | 8:18  | 0 |

- s hvězdičkou = zápasy ze základní skupiny.

### O 5. - 8. místo
|    |            | FRA   | NED   | DEN   | ITA   | V | R | P | Skóre | B |
| 5. | Francie    | ***   | 10:3  | 11:3* | 3:3   | 2 | 1 | 0 | 24:9  | 5 |
| 6. | Nizozemsko | 3:10  | ***   | 6:6   | 11:6* | 1 | 1 | 1 | 20:22 | 3 |
| 7. | Dánsko     | 3:11* | 6:6   | ***   | 5:4*  | 1 | 1 | 1 | 14:21 | 3 |
| 8. | Itálie     | 3:3   | 6:11* | 4:5   | ***   | 0 | 1 | 2 | 13:19 | 1 |

- s hvězdičkou = zápasy ze základní skupiny.

## Skupina C
Šampionát C skupiny se odehrál v Rumunsku, postup do B skupiny MSJ 1984 si vybojovali domácí.
|    |           | ROM  | BUL | HUN | AUS  | V | R | P | Skóre | B  |
| 1. | Rumunsko  | ***  | 4:1 | 9:3 | 10:2 | 6 | 0 | 0 | 49:9  | 12 |
| 2. | Bulharsko | 2:8  | *** | 1:3 | 3:1  | 3 | 0 | 3 | 15:18 | 6  |
| 3. | Maďarsko  | 0:8  | 2:4 | *** | 7:5  | 3 | 0 | 3 | 21:30 | 6  |
| 4. | Austrálie | 1:10 | 0:4 | 3:6 | ***  | 0 | 0 | 6 | 12:40 | 0  |